# John Peter Altgeld

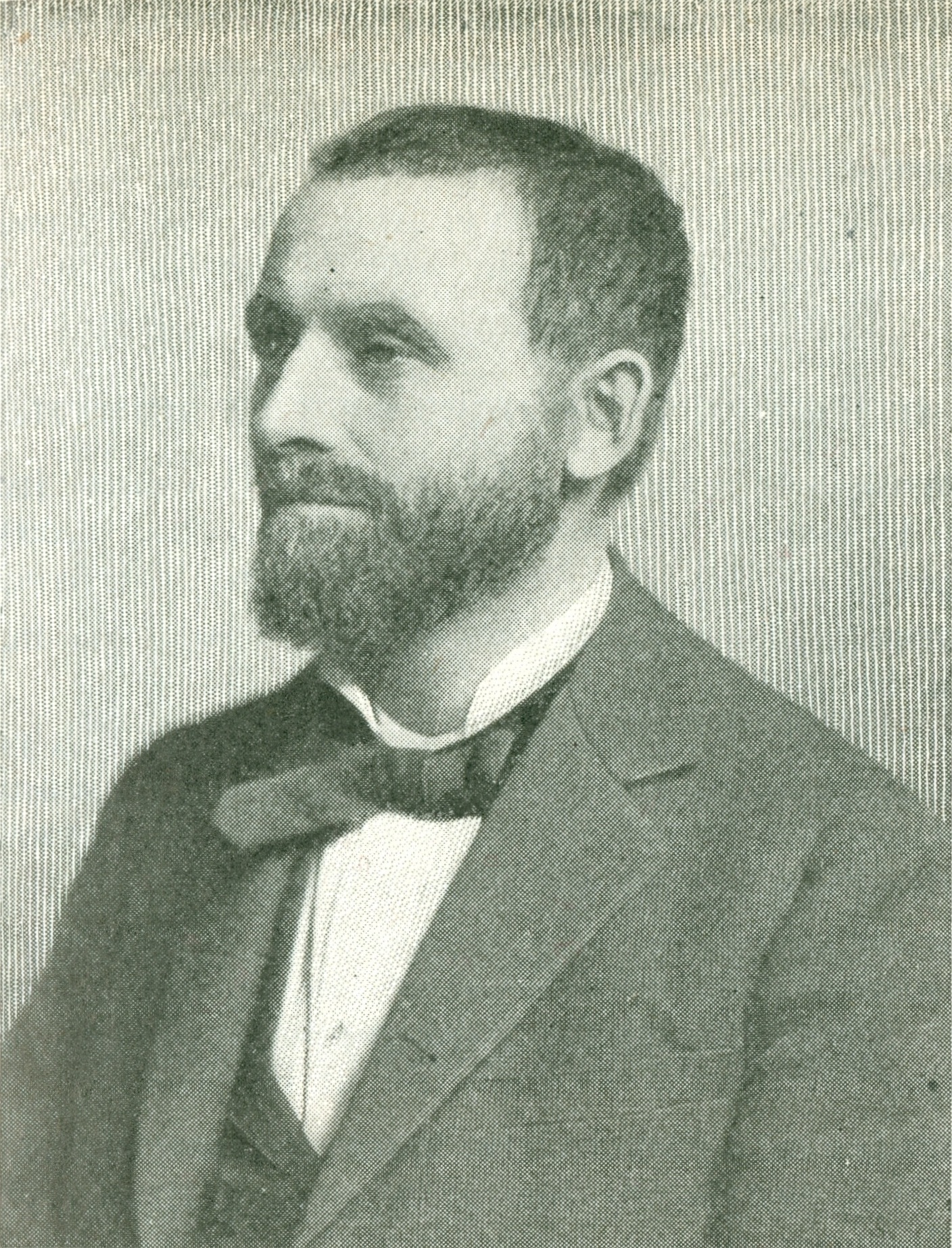
John Peter Altgeld.

John Peter Altgeld, född 30 december 1847 i Selters, hertigdömet Nassau, död 12 mars 1902 i Joliet, Illinois, var en tysk-amerikansk politiker. Han var guvernör i delstaten Illinois 1893–1897.
Altgeld kom i mycket tidig ålder till USA. Han deltog i amerikanska inbördeskriget. Han studerade juridik och arbetade som advokat först i Missouri, sedan i Illinois. Han blev rik på fastighetsaffärer. Altgeld gifte sig 1877 med Emma Ford.
Altgeld kandiderade till USA:s representanthus i 1884 års kongressval. Han lyckades få över 45 procent av rösterna som demokraternas kandidat, trots att distriktet var starkt republikanskt. Han förlorade mot sittande kongressledamoten George E. Adams.
Altgeld var sedan demokraternas kandidat i 1892 års guvernörsval i Illinois. Han vann knappt mot ämbetsinnehavaren Joseph W. Fifer. Altgeld benådade tre anarkister, som hade dömts efter Haymarketmassakern trots att det inte hade funnits bindande bevis mot dem. 1894 års Pullmanstrejk ledde till kravaller i Illinois. USA:s president Grover Cleveland ville skicka federala trupper till Illinois men Altgeld vägrade att ge sitt tillstånd. Cleveland skickade trupperna ändå. Republikanen John Riley Tanner utnyttjade benådningarna och Altgelds motstånd mot att ta emot federala trupper i sin valkampanj i 1896 års guvernörsval. Altgeld förlorade valet mot Tanner. Altgeld stödde starkt William Jennings Bryan, demokraternas presidentkandidat i presidentvalet i USA 1896. Bryan förlorade mot William McKinley.
Altgelds grav finns på Graceland Cemetery i Illinois.